# 悪役令嬢レベル99 〜私は裏ボスですが魔王ではありません〜
『悪役令嬢レベル99 〜私は裏ボスですが魔王ではありません〜』（あくやくれいじょうレベル99 わたしはうらボスですがまおうではありません）は、七夕さとりによる日本のライトノベル。小説家になろうにて2018年6月から連載され、2019年5月からは書籍版がカドカワBOOKS（KADOKAWA）より刊行されている。
メディアミックスとして、のこみによるコミカライズが『B's-LOG COMIC』（KADOKAWA）にてVol.85（2020年）から連載中。2021年12月にはボイスコミックが公開された。2024年1月から3月までテレビアニメが放送された。2025年8月時点で電子版も含めたシリーズ累計発行部数は160万部を突破している。

## あらすじ
主人公の女性は前世でプレイしていた乙女RPG『光の魔法と勇者様』（略称：ヒカユウ）の世界に、悪役令嬢にしてゲームの裏ボスでもあるユミエラ・ドルクネスとして転生した。主人公は自分が倒される結末を回避するためにゲームのストーリーに干渉しないと決めるが、不測の事態に備えてレベル上げを徹底したことから強くなりすぎてしまい、王立学園入学時にはレベル99に到達していたことが判明する。そのため、レベルの虚偽報告という濡れ衣で学園長から退学を通告されるが、闇属性魔法のブラックホールを使用し実力を証明する。その後国王に呼び出され、騎士団長・アドルフとの決闘でレベル99が事実だと認められ、退学は取り消しとなった。一方、本来の主人公であるアリシア・エンライトをはじめ、周囲から魔王ではと疑われることになる。
夏になると、野外演習が実施され、ゲーム上ではモブのパトリック・アッシュバトンと交友関係を築く。その後は剣術の授業で彼とペアを組むようになった。
秋になると、学園内で恒例の武術大会が行われる。そもそも目立たずに生きていこうと決意していたユミエラは出場しない意向でいたが、優勝賞品が「闇属性魔法強化の護符」だということを知り心機一転して出場することにした。結果は相手の棄権や自身の能力の強みを生かしたことにより優勝する。これは決勝での相手側の発言によるものだった。なお、ユミエラは知らぬことだったが、実は優勝賞品は運営がユミエラを参加させるために用意したものだった。
大会の終了後、ユミエラはエドウィンからアリシアの私物がなくなっているという事件の犯人が誰か問われる。心当たりがないものの、アリシアの安全を考えたうえで犯人捜しをするべくユミエラは教室の天井に張り付き見張りをすることにする。その犯人はエレノーラ・ヒルローズの取り巻きの一人だった。エレノーラは反王国派の筆頭である公爵家の令嬢で、王族から接触を禁じられていた相手であったため関わる気が無かったユミエラだが、そんな時エレノーラ本人からお茶会に誘われる。立場の問題で断るわけにもいかず、お茶会に行くこととなった。
何を言われるのか分からなかったユミエラだったが、用件は「エドウィンに近づくな」とのことで、レベル99について国王に呼び出された件を、エドウィンに近づいたと勘違いされていたのだ。拍子抜けしたユミエラは「エドウィンにはエレノーラこそお似合い」と煽てて切り抜ける。これ以上の関与は避けたかったユミエラだったが、エレノーラに懐かれてしまい、嫌われるための突き放すような言動も好意的に取られてうまくいかなかった。
また、ドラゴンを退治した際に発見した卵から孵ったドラゴンの子供を「リュー」と名付け、学園の敷地内の小屋で飼うことになる。
そんなある日、アリシアが行方不明になる。突然いなくなるような子ではないため誘拐を疑われていたが、森の中を一人、うつろな目で歩いているのをユミエラが発見した。アリシア曰く、時々自分が思ってもいない行動をすることがあるのだという。ユミエラは「シナリオが破綻しないように、本人の思惑と関係無く強制的に行動させている」と分析するが、正直に説明してもアリシアが理解できるわけがないため適当にごまかすことにした。またついでと言わんばかりにアリシアを無理やりレベル上げに連れまわし、アリシアはかなりの恐怖体験をすることになったが、結果としてレベルはエドウィンたちを大きく上回ることとなった。
そんな中、遂に魔王が復活し、無数の魔物の軍勢がバルシャイン王国に迫ってくる。パトリックをはじめ生徒の中で腕が立つ者たちが魔物の軍勢を抑えている間、ユミエラやアリシアたち魔王討伐組はリューの背中に乗り、直接魔王城に乗り込み魔王との決戦に挑む。しかしアリシアたちはレベル不足から魔王に倒されてしまい、残るはユミエラのみとなる。結局ユミエラと魔王との戦いとなり、ユミエラのブラックホールにより魔王は消滅した。

## 登場人物
担当声優は各メディアミックス作品共通の配役。
ユミエラ・ドルクネス
声 - ファイルーズあい
本作の主人公。日本の女子大生が転生した姿。闇属性魔法が使える、乙女ゲーム「ヒカユウ」の悪役令嬢かつ裏ボス。かつての魔王と同じ黒髪という理由で、周囲からは敬遠されている。権力・財産・名誉には無関心で、平穏無事に暮らしていくことが何よりの望みで、結末を知っているだけに裏ボスとして討伐されないよう、ひっそり過ごそうと思っていたが、元々ゲーマー気質だったため幼い頃からレベル上げにいそしみ、加減を間違えて学園入学の時点でレベル99にしてしまう。さらにドルクネス家は王都における役職がないにもかかわらず王都に居座る「中央もどき」であるうえ、現在の王政に不満を持つ反国王派に所属しているためクーデターの要として注目されており、国王派と反国王派のいざこざの中心に立たされている。
「ヒカユウ」世界の中で貴重な闇属性魔法を習得しており、本来魔王しか使えない闇属性魔法の中で最大の威力を持つブラックホールさえ作り出せる。その反面、闇以外の属性は全く使えない。なお、剣などの近接戦闘に関しては全く心得が無いが、レベルの高さゆえに身体能力も相当に上がっており、適当な攻撃でも十分相手を殺せる威力を持つ。自称「闇属性と筋力に極振りした女」。
ほとんど表情を動かさず、常にほぼ真顔。自分や世間について冷静に思考することはできるが、「人付き合いが苦手な廃ゲーマー」という前世が原因で魔物への恐怖がなく、感情の機微に疎い面があるため、この世界にとって常識外れな行動を行うことが多い。また、元来の人付き合いが苦手な性格に加え「悪役令嬢であり裏ボスのユミエラ」という立場から他人からの好意に気づかない鈍感となっており、パトリックに実際に告白されるまで全く気付かないでいただけでなく、自分のパトリックへの想いにも自覚できないでいた。
本人は破滅を避けるためにもストーリーに介入する気は全く無かったのだが、レベルの高さを知った王家に呼び出され、信条や要望を探られた上でバックアップ、または保険として王家に要請され、魔王討伐に参加することになる。結局、王家たるエドウィンやアリシアたちの実力不足からユミエラが魔王を倒すこととなるが、そのまま報告するのは王家の正当性に問題が生じるため、王家や世間にはアリシアとエドウィンが討伐したことにした。
テレビアニメ版では、魔王討伐の直後シナリオの強制力に操られたアリシアに奇襲され背中を剣で貫かれるが、守りの護符によって即死は免れ自力で回復、エドウィンを焚き付けて告白させ、強引にエンディングに到達させることでシナリオの強制力の効力を消しアリシアを止めた。またシナリオの強制力については正直に言うわけにもいかないため、「魔王が死に際に呪いをアリシアにかけた」ということにした。
リュー
声 - 柳田淳一
ユミエラがジェシカの依頼でドラゴンを退治した際、発見した卵に闇属性の魔力を注いだ結果生まれたドラゴンの子供。ドラゴンを見てこの世界に無い「竜」という言葉を呟き、それをパトリックが指摘した結果「リュー」という名前を付けられた。
孵った当初は手のひらサイズだったが、一晩でユミエラを超える巨体へ成長した。そのためユミエラの部屋では手狭となり、生徒たちのドラゴンへの恐怖心からの苦情もあって、学園長からの提案という形で学園では敷地内の小屋で生活している。
ユミエラが魔力を注いで生まれたという経緯のためか、アリシアにはユミエラと同様黒いモヤに覆われて外見が見えない模様。
パトリック・アッシュバトン
声 - 内田雄馬
乙女ゲーム「ヒカユウ」のモブキャラクターの一人。辺境伯家の出身で、魔物狩りの経験もある青年。戦闘での指揮能力が高く、クラスメイトたちからの人望は厚い。ユミエラの常識外れな行動に振り回されがちだが、周囲に嫌われやすい彼女をフォローする面倒見のいい好青年。
幼い頃灰色の髪の色を親戚に「黒に近い」と言われたことがコンプレックスとなっており、黒い髪や闇属性魔法で偏見の被害を受けているにもかかわらず堂々と振る舞うユミエラを、行動と発想はともかく尊敬している。気を配るうちにユミエラに想いがわいていく。
後にユミエラのダンスの相手を断るための「自分よりも強い人がタイプ」という話をきき、方便であると理解しながらも、ユミエラの横に並んで立ちたいという思いから、ダンジョンでレベル上げに勤しむようになる。最終的にアドルフに並ぶ60に到達するが、結局魔王討伐には参戦できず、魔物の掃討に尽力する。
アリシア・エンライト
声 - 和氣あず未
乙女ゲーム「ヒカユウ」の元々の主人公。「ヒカユウ」世界の中で貴重な光属性魔法の持ち主で、平民階級ながら王立学園の特待生となった。お人好しかつ朗らかで困っている人を放っておけず、そのせいでトラブルに巻き込まれることも多いが、多くの人から好かれやすい。
光属性魔法持ちという点から魔王討伐の要として注目されているのだが、エドウィンから過度に守られているため中々レベル上げが出来ず、悩みの種となっている。
Web版・小説版では紫色の髪色。終始ユミエラを、黒い髪色と闇属性魔法使いというだけで魔王だと決めつけ始末を企む、ゲームの説明とは大きく異なる性格となっている。
コミカライズ版・テレビアニメ版では設定が大きく変わっており、髪色がピンクに変わっている。なぜかユミエラのことは黒いモヤに覆われて外見が判別できないように見えるらしく、ユミエラの髪が黒いことすらも把握できておらず、エドウィンからの指摘で知る有り様である。そのためかユミエラを一時「魔王」と思い込み、怯えるようなしぐさを取っている。またお人好しという性格が強調されており、思い込みから魔王扱いしてしまったことに対しては後日そのことを謝罪し、モヤのせいで怯えながらも交流しようとしているがエドウィンが妨害するためうまくいっていない。
シナリオの中心である主人公という立場により、シナリオが破綻しないように自分の意思とは関係無く行動を起こしてしまうことがある。これによって一時行方不明となり、ユミエラによって発見。この時ついでと言わんばかりにダンジョンに連れまわされて強制的にレベル上げをされたことで、最終的にレベルはエドウィンを上回る50に跳ね上がった。
テレビアニメ版では序盤に原作には無い、病人を助けて遅刻するシーンが追加されている。また魔王討伐を成した直後、「裏ボスであるユミエラを倒す」というシナリオの強制力によって操られ、不意打ちによりユミエラの背中を剣で刺してしまう。結局守りの護符によってユミエラは死亡を免れ、ユミエラに焚き付けられたエドウィンに告白されることで強制力は効力を失った。
エドウィン・バルシャイン
声 - 八代拓
乙女ゲーム「ヒカユウ」の攻略対象の一人で、バルシャイン王国の第二王子。剣と魔法を両方使いこなせる魔法剣士。物腰は柔らかいがユミエラを嫌っている人間の一員であり、彼女がレベルを上げ続けていることを信用できず、辛く当たっている。学園の生徒の前で機密情報である魔王復活の情報を喋ってしまうなど危機管理がずさん。
ユミエラに対して前・学園長と共謀して学園退学を謀るが、レベル99の証拠として闇魔法のブラックホールを見せつけられる。
その後勝手な推測でユミエラを貶したとして国王に叱責されるが、納得がいっていない模様。その後もアリシアに付きっきりになるなど王族としての責務を無視した行動を取っているため、評判は日に日に落ちている。また他の攻略対象はユミエラに謝罪するなか、一人だけ謝罪の一つもせず、むしろ何かある度にユミエラに疑いをかけている。
後にパトリックの説得によりようやく自分の非を認め、ユミエラに謝罪している。
テレビアニメ版では、その後魔王討伐に参加するが力及ばす負傷。トドメをユミエラに譲ることになる。その直後シナリオの強制力に操られたアリシアがユミエラを襲った際、ユミエラに焚き付けられてアリシアに向かって愛を告白。その結果シナリオの強制力は効力を失った。
ウィリアム・アレス
声 - 石谷春貴
乙女ゲーム「ヒカユウ」の攻略対象の一人で、王国の将軍を父に持つ大剣使いの大男。俗にいう脳筋で短気だが、正義感の強い人物。剣術に関しては人一倍努力をしており、王立学園入学前にレベル10に到達している。
剣術の授業にてユミエラに模擬戦という形で喧嘩を売るが、レベル差によりあっさり敗北してしまう。
その後、勝手な推測でユミエラを貶したとして国王に叱責されるが、納得がいっていない模様。
武術大会にてアドルフからユミエラのレベル99の件を伝えられてようやく信用し、ユミエラに謝罪した。
オズワルド・グリムザード
声 - 天崎滉平
乙女ゲーム「ヒカユウ」の攻略対象の一人で、王国の大臣を父に持つ、クールな天才魔法青年。眼鏡をかけている。冷たく見えるが、困っているアリシアをさりげなく助けるなど、心優しい一面もある。基本四属性の魔法を全て使いこなし、天才と言われている。
ユミエラに対してレベル99は出来の悪い嘘扱いして見下しているが、自分が破壊できなかった強固な鎧をユミエラが闇魔法であっさり破壊してしまったため、プライドをズタズタにされる。
その後、勝手な推測でユミエラを貶したとして国王に叱責されたものの、納得がいっていない模様だったが、武術大会にてユミエラと対戦し、ユミエラのレベル99の件をようやく信用し、ユミエラに謝罪した。
エレノーラ・ヒルローズ
声 - 日高里菜
乙女ゲーム「ヒカユウ」の登場人物で、バルシャイン王国唯一の公爵家であるヒルローズ家の令嬢。エドウィンに惚れており、彼に近づく女性たちを牽制している。「ヒカユウ」内では出番こそ少ないが典型的な悪役令嬢であり、ユミエラは彼女の取り巻きの一人だった。また、ヒルローズ家は現在の王政に不満を持つ反国王派のトップであり、ユミエラのドルクネス家はその配下である。
ユミエラの視点で明らかになった人物像は「天然ボケで他人の感情の機微に疎い世間知らずな令嬢」であり、本人に誰かを害するような思惑は無く反国王派の取り巻きたちに担ぎ上げられているに過ぎない。
取り巻きの誘導でアリシアへの嫌がらせやユミエラに対し牽制を行っていたが、関わり合いを避けたかったユミエラに煽てられたことで、逆に友人と認定し懐くようになる。
勉強はあまりできず、追試を受ける必要がある程度に成績が悪いが、好きな事柄（紅茶やエドウィン）と関連付けた暗記は得意。
魔法の成績も良くないため、魔王討伐の際は学園に居残り、ポーションで負傷者の治療を行っていた。
アドルフ
声 - 川田紳司
バルシャイン王国の騎士団長。王国最強の熱血漢。レベル60。これは魔王と戦う際の適正レベルであり、その実力がうかがえる。
国王の命令でユミエラのレベル99を証明するため全力の一撃を振るうがあっさり避けられ、レベル99であることを確信し国王に報告した。
ジェシカ・モンフォード
声 - 稲垣好
王立学園の女子生徒。乙女ゲーム「ヒカユウ」ではアリシアの親友という立ち位置だったが、本編ではエドウィンたちがアリシアの周りを囲ってしまっているため、接点は出来ていない。
自分の領地内にドラゴンが住み着いたため、ユミエラに退治してもらおうと相談を持ち掛けた。
ロナルド・ヒルローズ
声 - 古川慎
バルシャイン国王の側近で、エレノーラの兄。
ユミエラの入学後、臨時で王立学園の学園長に就任し、彼女と国王との連絡役を務めた。
序盤はエドウィンの後先考えない行動に頭を痛めている。
バルシャイン国王
声 - 新垣樽助
エドウィンの父親であり、バルシャイン国を治める王。
レベル99の騒動を聞きつけてユミエラを城に呼び出し、目の前でアドルフに戦わせてレベル99の確認を行う。その後、宮廷魔導士との「闇属性はあくまでも希少というだけで、他の属性と同じ属性の一つでしかない」などの会話を周囲に聞かせることにより、ユミエラへの偏見を払拭させる。
バルシャイン国王妃
声 - 中原麻衣
エドウィンの母親であり、国王の妻。
城に呼び出されたユミエラを独自に呼び出し、魔王復活の機密情報を伝え魔王討伐に加わるように依頼する。国王とともにユミエラの人となりについては好感を抱いている。ユミエラがレベル99になった経緯について「偏見の被害に立ち向かうため」と誤った推測をしており、黒髪への偏見の強いバルシャイン王国に愛想を尽かさないか心配している。
ユミエラの両親
声 - 古賀明（父）、仲村かおり（母）
王都の屋敷で役目が無いにもかかわらず居座る「中央もどき」の貴族であり、反国王派の一員。
自分の領地のことは代官任せにして自分は何もせず、領民は税を搾り取るだけの存在と言い放つなど典型的なダメ貴族。ユミエラのことも全く愛情を持っておらず、一度も直接会ったことが無い。
国王派の人間と仲良くするユミエラを裏切り者扱いし暗殺を試みるが全て失敗。さらにはユミエラが屋敷に直接乗り込み、ブラックホールを使った脅迫で「死か隠居か」という選択を迫られ、家督をユミエラに譲ることとなる。
魔王
声 - 小野大輔
大昔勇者と聖女によって封印され、現在復活が間近に迫っている存在。乙女ゲーム「ヒカユウ」におけるラスボス。
その正体はバルシャイン王国の初代国王に付き従っていた臣下の一人。初代国王が力の強さを恐れ、裏切りの濡れ衣を着せて封印した、というのが真相である。その当時の陰謀を隠すため、バルシャイン王国には建国当時の記録はほとんど残っていない。またこの経歴のため、人類を滅ぼすとされながらも魔王はバルシャイン王国しか狙っていない。なお、この裏事情もユミエラはゲームの知識で把握している。
ユミエラが入学してから2年後に復活。魔物の軍勢でバルシャイン王国に攻め込むが、ユミエラたちが居城に乗り込み戦闘。アリシアたちを強大な魔力で圧倒するがユミエラには勝てず、ブラックホールに吸い込まれて消滅する。

## 既刊一覧

### 小説
- 『悪役令嬢レベル99 〜私は裏ボスですが魔王ではありません〜』KADOKAWA〈カドカワBOOKS〉、既刊6巻（2024年1月10日現在）
  1. 2019年5月10日発売[13]、ISBN 978-4-04-073172-8
  2. 2019年11月9日発売[14]、ISBN 978-4-04-073379-1
  3. 2020年5月9日発売[15]、ISBN 978-4-04-073642-6
  4. 2021年4月9日発売[16]、ISBN 978-4-04-073862-8
  5. 2022年6月10日発売[17]、ISBN 978-4-04-074407-0
  6. 2024年1月10日発売[18]、ISBN 978-4-04-075251-8

### 漫画
- 『悪役令嬢レベル99 〜私は裏ボスですが魔王ではありません〜』KADOKAWA〈B's-LOG COMICS〉、既刊5巻（2025年8月1日現在）
  1. 2020年10月1日発売[19][20]、ISBN 978-4-04-736216-1
  2. 2021年11月1日発売[21][8]、ISBN 978-4-04-736681-7
    - 『ドラマCD付き特装版』、同日発売[22][8]、ISBN 978-4-04-736793-7

  3. 2023年2月1日発売[23]、ISBN 978-4-04-737355-6
  4. 2024年3月1日発売[24]、ISBN 978-4-04-737808-7
  5. 2025年8月1日発売[5]、ISBN 978-4-04-738536-8

## テレビアニメ
2023年3月にテレビアニメ化が発表され、2024年1月から3月までAT-Xほかにて放送された。

### スタッフ
- 原作 - 七夕さとり（カドカワBOOKS）[4]
- 原作イラスト - Tea[4]
- 漫画 - のこみ[4]
- 監督 - 山岡実[4]
- シリーズ構成・脚本 - 志茂文彦[4]
- キャラクターデザイン - 海保仁美[4]、金璐浩[4]
- プロップデザイン - 白﨑詩織[26]
- 色彩設計 - 藤井瞳[26]
- 美術監督・設定 - 荒井和浩[26]
- 撮影監督 - 韓國主[26]
- 編集 - 小野寺絵美[26]
- 音響監督 - 明田川仁[26]
- 音響効果 - 和田俊也（スワラ・プロ）[26]
- 音楽 - うたたね歌菜[4]
- 音楽制作 - KADOKAWA
- 音楽プロデューサー - 竹山沙織
- プロデューサー - 根本侑果、荒川友希子、松本佳奈子、鎌田肇、飯塚彩、東真央、和田卓治
- アニメーションプロデューサー - 見﨑誠治
- アニメーション制作 - 寿門堂[4]
- 製作 - 「悪役令嬢レベル99」製作委員会

### 主題歌
「LOVE or HATE?」
前島麻由によるオープニングテーマ。作詞は深川琴美、作曲はOHTORAとmaeshima soshi、編曲はmaeshima soshi。
「好きがレベチ」
エレノーラ・ヒルローズ（日高里菜）とユミエラ・ドルクネス（ファイルーズあい）によるエンディングテーマ。作詞・作曲・編曲はタナカ零。
「Ray of Light」
花たんによる第1話劇中歌および最終話挿入歌。作詞はやしきん、作曲・編曲はうたたね歌菜。
乙女RPG「光の魔法と勇者様」のオープニングテーマというていで流れた。最終話では魔王討伐後、残党軍の掃討シーンで流れた。

### 各話リスト
| 話数   | サブタイトル               | 絵コンテ   | 演出          | 作画監督                                     | 総作画監督                             | 初放送日      |
| ------ | -------------------------- | ---------- | ------------- | -------------------------------------------- | -------------------------------------- | ------------- |
| 第1話  | 裏ボス、学園に入学する     | 山岡実     | 吉田俊司      | 山﨑輝彦 藤田真弓 上野沙弥佳                 | 海保仁美 金璐浩 宮野健                 | 2024年 1月9日 |
| 第2話  | 裏ボス、実力を見せる       | 藤原良二   | 崔仁燮 金承徳 | Jumondou Seoul                               | 海保仁美 金璐浩 宮野健                 | 1月16日       |
| 第3話  | 裏ボス、お城に招かれる     | 宮﨑なぎさ | 中嶋清人      | Jumondou Seoul                               | 海保仁美 金璐浩 宮野健                 | 1月23日       |
| 第4話  | 裏ボス、野外演習に出る     | 渡辺健一郎 | 渡辺健一郎    | 上野沙弥佳 谷口繁則                          | 海保仁美 金璐浩 宮野健                 | 1月30日       |
| 第5話  | 裏ボス、話し相手が出来る   | James Hong | 神戸唯        | 山﨑輝彦 藤田真弓 上野沙弥佳                 | 海保仁美 金璐浩 宮野健                 | 2月6日        |
| 第6話  | 裏ボス、武術大会に出る     | James Hong | 李ジホ 金承徳 | Jumondou Seoul                               | 海保仁美 金璐浩 宮野健                 | 2月13日       |
| 第7話  | 裏ボス、ダンスに挑む       | 中村哲治   | 山岡実        | 藤田真弓 山﨑輝彦 上野沙弥佳                 | 海保仁美 金璐浩 宮野健                 | 2月20日       |
| 第8話  | 裏ボス、ドラゴンに出会う   | 大畑晃一   | 吉田俊司      | 山﨑輝彦 上野沙弥佳 Jumondou Wuxi            | 海保仁美 金璐浩 宮野健 菊池政芳 畠山元 | 2月27日       |
| 第9話  | 裏ボス、敵国に勧誘される   | James Hong | 尹榮泰 金承徳 | Jumondou Seoul                               | 海保仁美 金璐浩 宮野健 菊池政芳 畠山元 | 3月5日        |
| 第10話 | 裏ボス、ダンジョンにもぐる | 中村哲治   | 神戸唯        | 山﨑輝彦 藤田真弓 上野沙弥佳 堤絵梨果 乖冨梓 | 海保仁美 金璐浩 宮野健 菊池政芳 畠山元 | 3月12日       |
| 第11話 | 裏ボス、告白される         | 大畑晃一   | 渡辺正彦      | 谷口繁則 Jumondou Seoul Jumondou Wuxi        | 海保仁美 金璐浩 宮野健 菊池政芳 畠山元 | 3月19日       |
| 第12話 | 裏ボス、魔王と戦う         | 大畑晃一   | 山岡実        | 藤田真弓 山﨑輝彦 上野沙弥佳 乖冨梓 堤絵梨果 | 海保仁美 金璐浩 宮野健 菊池政芳 畠山元 | 3月26日       |

### 放送局
| 放送期間                | 放送時間                     | 放送局   | 対象地域   | 備考                                            |
| ----------------------- | ---------------------------- | -------- | ---------- | ----------------------------------------------- |
| 2024年1月9日 - 3月26日  | 火曜 23:30 - 水曜 0:00       | AT-X     | 日本全域   | 製作参加 / CS放送 / 字幕放送 / リピート放送あり |
| 2024年1月10日 - 3月27日 | 水曜 0:30 - 1:00（火曜深夜） | TOKYO MX | 東京都     | 製作参加                                        |
|                         |                              | BS11     | 日本全域   | 製作参加 / BS放送 / 『ANIME+』枠                |
|                         | 水曜 2:30 - 3:00（火曜深夜） | 毎日放送 | 近畿広域圏 | 『アニメ特区』第1部                             |

| 配信開始日    | 配信時間                           | 配信サイト |
| ------------- | ---------------------------------- | --- |
| 2024年1月10日 | 水曜 0:30（火曜深夜） 更新         | ABEMA dアニメストア |
| 2024年1月15日 | 月曜 0:30（日曜深夜） 以降順次更新 | niconico Lemino FOD バンダイチャンネル Hulu TELASA J:COM STREAM milplus U-NEXT アニメ放題 Amazon Prime Video MBS動画イズム TVer DMM TV music.jp ビデオマーケット HAPPY!動画 カンテレドーガ |

### BD / DVD
| 巻 | 発売日        | 収録話         | 規格品番   | 規格品番   |
| 巻 | 発売日        | 収録話         | BD         | DVD        |
| -- | ------------- | -------------- | ---------- | ---------- |
| 1  | 2024年3月27日 | 第1話 - 第4話  | ZMXZ-17261 | ZMBZ-17271 |
| 2  | 2024年4月24日 | 第5話 - 第8話  | ZMXZ-17262 | ZMBZ-17272 |
| 3  | 2024年5月29日 | 第9話 - 第12話 | ZMXZ-17263 | ZMBZ-17273 |

## コラボレーション
マチ★アソビカフェ
2024年2月27日から3月10日まで、全5店舗でコラボカフェを実施していた。
akiba F
2024年3月13日から5月中旬まで、「akiba:F献血ルーム」（秋葉原）にて展示会が行われている。なお、見学だけでの来場は不可。

## ゲーム
- テーブルトークRPG
  - 『悪役令嬢レベル99TRPG』（KADOKAWA）、2024年6月20日発売、ISBN 978-4-04-075507-6[33]